# Jób Gábor
Jób Gábor, Joob (Zsolna (Trencsén megye), 1693. november 8. – Zsolna, 1759. október 1.) Jézus-társasági szerzetes, iskoladráma író.

## Élete
1713. október 21-én Győrött lépett a rendbe és midőn a negyedik fogadalmat letette, hittérítésre adta magát és oly buzgón teljesítette ezen hivatalát Magyarország nyugati részében, hogy egész falvakat a katolikus vallásra áttérített. Azután tíz évig Liptószentmiklóson élt, egyúttal a szomszéd falvakban hittérítési működését is folytatta. Végre a szakolcai rendháznak rektora volt.

## Munkája
- Fides in regem et patriam, seu Georgius de Esztoras ad Nicopolim gloriosa morte sublatus. Comoedia. Tyrnaviae, 1728